# آق‌سرای، استانبول

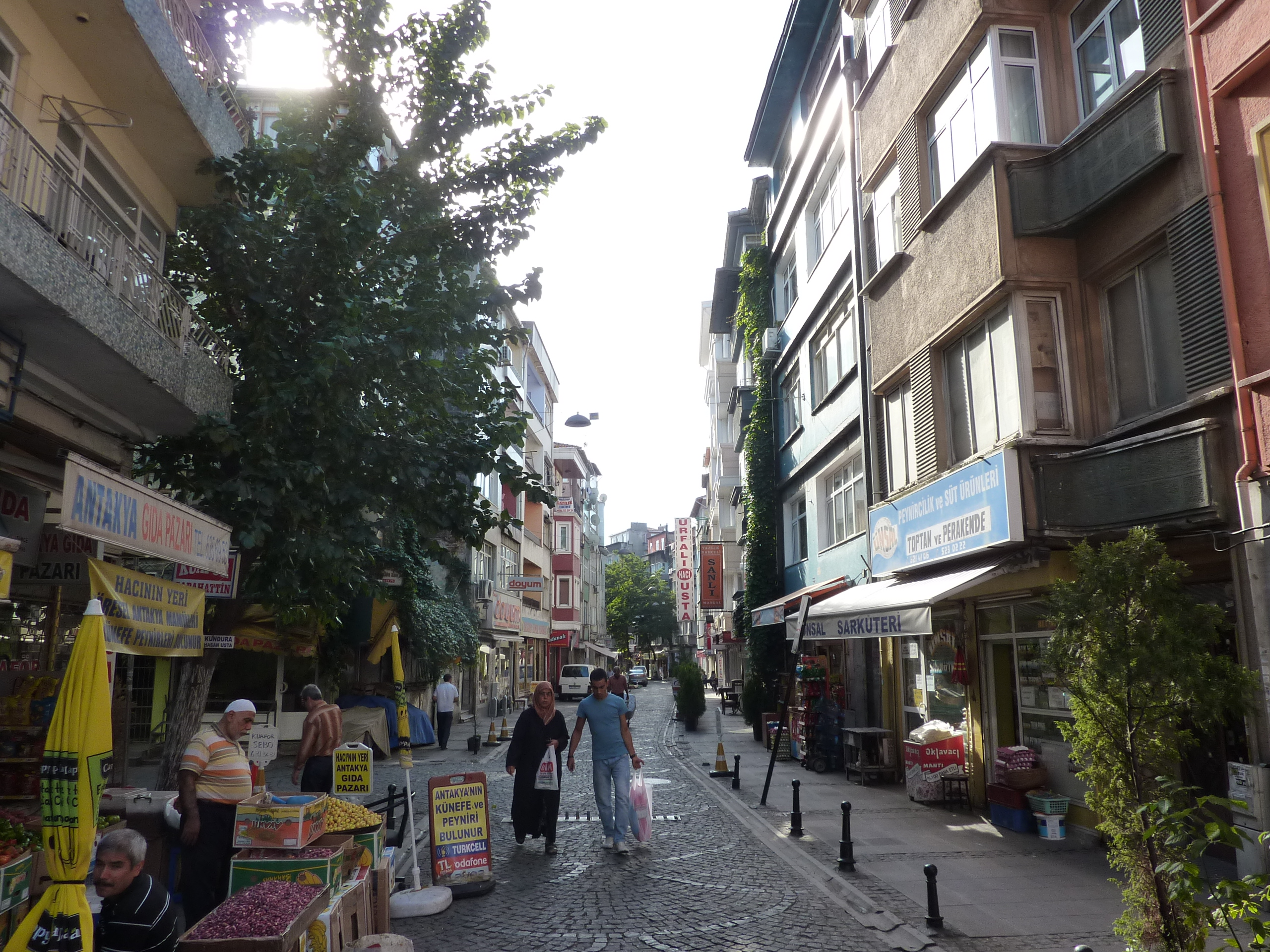
نمایی از یک‌خیابان در آق‌سرای، استانبول، ترکیه - ۲۰۱۰

 آق‌سرای (به ترکی استانبولی: Aksaray) منطقه‌ای در بخش قدیمی استانبول است. آق‌سرای در نزدیکی مراکز تاریخی استانبول از جمله میدان سلطان احمد ، ایاصوفیه و مسجد سلطان احمد واقع شده است. آق‌سرای در ترکی به معنای سرای سفید (کاخ سفید) است.
این محله به «پاتوق ایرانیان» شهرت دارد. در این منطقه  قاچاق انسان و هم‌چنین روسپی‌گری رواج دارد.